# Revolución permanente
La revolución permanente es una teoría que establece, entre otras cosas importantes, que la revolución socialista debe estar bajo la dirección política del proletariado y que solo a través de su internacionalización se convierte en «permanente» garantizando así su triunfo. Fue usada por León Trotski, con quien está más comúnmente asociado el término al haber escrito, en 1929, el libro La revolución permanente y que fuera publicado al año siguiente en Berlín por la Oposición de Izquierda. Tradicionalmente esta teoría se contrapone a la teoría de Iósif Stalin y Nikolái Bujarin del socialismo en un solo país.
La teoría de la revolución permanente se publica en un contexto de persecución a la Oposición Comunista de Izquierda por parte del estalinismo en la URSS y buscando la contraposición a la política aceptada por la Internacional Comunista sobre el socialismo en un solo país. Es de esta manera que la teoría de la revolución permanente levanta nuevamente las banderas del internacionalismo como fundamentales para que triunfe la revolución socialista mundial.
Según la concepción trotskista de la revolución permanente, la burguesía contemporánea de los países subdesarrollados es incapaz de llevar a cabo la revolución democrática debido a algunos factores como su debilidad histórica y su dependencia del capital imperialista. Por lo tanto, es el proletariado el que debe conducir a la nación hacia la revolución, empezando por las tareas democráticas y continuando por las socialistas. Además, la revolución no puede limitarse a una nación concreta, sino que debe ser internacionalizada, porque solo sobrevivirá si triunfa en todo el planeta.

## Antecedentes
Anteriormente, este término lo usaron los jacobinos en 1793 durante la Revolución francesa. Más tarde, Karl Marx lo usa para señalar una estrategia revolucionaria donde el proletariado ejerce una lucha independiente de la burguesía.
A mediados del siglo XIX, Pierre-Joseph Proudhon, fundador del mutualismo, acuña el término 'revolución permanente' (más específicamente révolution en permanence) haciendo alusión a que no hay revoluciones, sino «una revolución idéntica a sí misma y perpetua».
Por otra parte, en su Catecismo revolucionario (1866), el anarcocolectivista Mijaíl Bakunin escribe: «Estamos profundamente convencidos de que, si la libertad de todas las naciones es indivisible, las revoluciones nacionales deben ser internacionales en su alcance. Así como la reacción europea y mundial está unificada, ya no debe haber revoluciones aisladas, sino revoluciones universales». Asimismo, Bakunin escribió en los Statuts secrets de l'Alliance de la démocratie socialiste: «La revolución, como el poder de las cosas hoy la presenta necesariamente ante nosotros, no será nacional, sino internacional, es decir, universal». Además, asegura que «ninguna revolución puede contar con el éxito si no se extiende rápidamente más allá de la nación individual a todas las demás naciones». De igual manera, Bakunin señala en los Statuts que «la revolución nunca puede cruzar las fronteras y convertirse en general a menos [...] que sea pronunciadamente socialista».
En línea similar, Friedrich Engels en Principios del comunismo (1847) afirma lo siguiente:

¿Es posible esta revolución en un solo país?

No. La gran industria, al crear el mercado mundial, ha unido ya tan estrechamente todos los pueblos del globo terrestre, sobre todo los pueblos civilizados, que cada uno depende de lo que ocurre en la tierra del otro. Además, ha nivelado en todos los países civilizados el desarrollo social a tal punto que en todos estos países la burguesía y el proletariado se han erigido en las dos clases decisivas de la sociedad, y la lucha entre ellas se ha convertido en la principal lucha de nuestros días. Por consecuencia, la revolución comunista no será una revolución puramente nacional, sino que se producirá simultáneamente en todos los países civilizados, es decir, al menos en Inglaterra, en América, en Francia y en Alemania. Ella se desarrollará en cada uno de estos países más rápidamente o más lentamente, dependiendo del grado en que esté en cada uno de ellos más desarrollada la industria, en que se hayan acumulado más riquezas y se disponga de mayores fuerzas productivas. Por eso será más lenta y difícil en Alemania y más rápida y fácil en Inglaterra. Ejercerá igualmente una influencia considerable en los demás países del mundo, modificará de raíz y acelerará extraordinariamente su anterior marcha del desarrollo. Es una revolución universal y tendrá, por eso, un ámbito universal.
Friedrich Engels

## Tesis fundamentales de la revolución permanente
En su obra León Trotski define la revolución permanente a través de 14 tesis fundamentales. Aquí se resumen algunas destacando la importancia del internacionalismo para que triunfe la revolución socialista mundial y el lugar de la pequeña burguesía en la organización de las revoluciones por venir:
1. Todo marxista debe prestar la mayor atención a la teoría de la revolución permanente por la creciente conexión entre lo interno y la revolución internacional.
2. Solo a través de la dictadura del proletariado los países con un capitalismo atrasado pueden resolver íntegra y efectivamente sus fines democráticos y de emancipación nacional.
3. El campesinado, que suelen constituir la mayoría de la población en países atrasados, debe aliarse con el proletariado para poder realmente resolver la cuestión agraria, la emancipación nacional y la revolución democrática. Además, esta alianza campesino-proletaria debe luchar contra la influencia burguesa.
4. La realización de la alianza campesino-proletaria solo es concebible, en cualquiera de las etapas de la revolución, a través de la dirección política de la vanguardia proletaria; es decir, bajo la dictadura del proletariado.
5. Por más destacado que sea el papel revolucionario del campesinado, su lucha no debe ser aislada ni mucho menos dirigente de las clases dominadas.
6. La profunda diferenciación interna dentro de las capas de la pequeña burguesía y del campesinado provoca que las capas superiores tiendan a aliarse con la gran burguesía mientras que las inferiores tiendan a aliarse con el proletariado y las capas intermedias tengan ambivalencias al elegir entre ambos polos, lo cual dificulta la dirección revolucionaria cohesionada de la pequeña burguesía y del campesinado. De esta manera, se considera que no cabe la posibilidad de una dictadura democrática de los obreros y campesinos, sino una dictadura del proletariado.
7. La defensa de la consigna de la dictadura democrática del proletariado y de los campesinos resulta reaccionaria debido a que se opone a la dictadura del proletariado. Además, esta consigna contribuye a que políticamente se favorezca a la pequeña burguesía y con ello se crean condiciones favorables para la hegemonía plenamente burguesa.
8. Al triunfar la dictadura del proletariado se encuentra de manera determinada ante los objetivos de las transformaciones profundas del derecho de propiedad burguesa. Así, la revolución democrática se convierte inmediatamente en socialista, transformándose de esa manera en permanente.
9. La conquista del poder por parte del proletariado no el fin de la revolución sino su inicio. De igual manera, la construcción del socialismo solo se concibe sobre la lucha de clases tanto a nivel nacional como internacional, por lo que ahí reside el carácter permanente de la revolución socialista, indiferentemente del grado de atraso o desarrollo nacional o del nivel de transformaciones democráticas alcanzado en cada país.
10. La revolución socialista no puede triunfar dentro de un solo país debido a que el desarrollo de las fuerzas productivas dentro de la sociedad burguesa se excede a los límites nacionales; por tanto, la revolución socialista empieza en lo nacional, se desarrolla en lo internacional y debe alcanzar el grado mundial. Así, la revolución socialista se vuelve permanente en el sentido «nuevo y más amplio de la palabra»: en el que «solo se consuma con la victoria definitiva de la nueva sociedad en todo el planeta».
11. La distinción entre los países «maduros» y «no maduros» para el socialismo queda superada por este esquema de desarrollo de la revolución mundial, ya que el mercado mundial creado por el capitalismo establece las condiciones para preparar la economía mundial en su totalidad para la transformación socialista. Sin embargo, se reconoce que los ritmos pueden ser distintos a su escala y desarrollos correspondientes.
12. La ruptura con la posición internacional conduce al «mesianismo nacional», lo cual dificulta el establecimiento y desarrollo del socialismo por parte de un país poco desarrollado.
13. La teoría del socialismo en un solo país no solo separa la revolución democrática de la socialista, sino que también divorcia la revolución nacional de la internacional.
14. El programa del socialismo en un solo país «es ecléctico hasta la médula», con lo cual se desvía de las ideas fundamentales de Marx y Lenin.